# Wolfgang Peukert

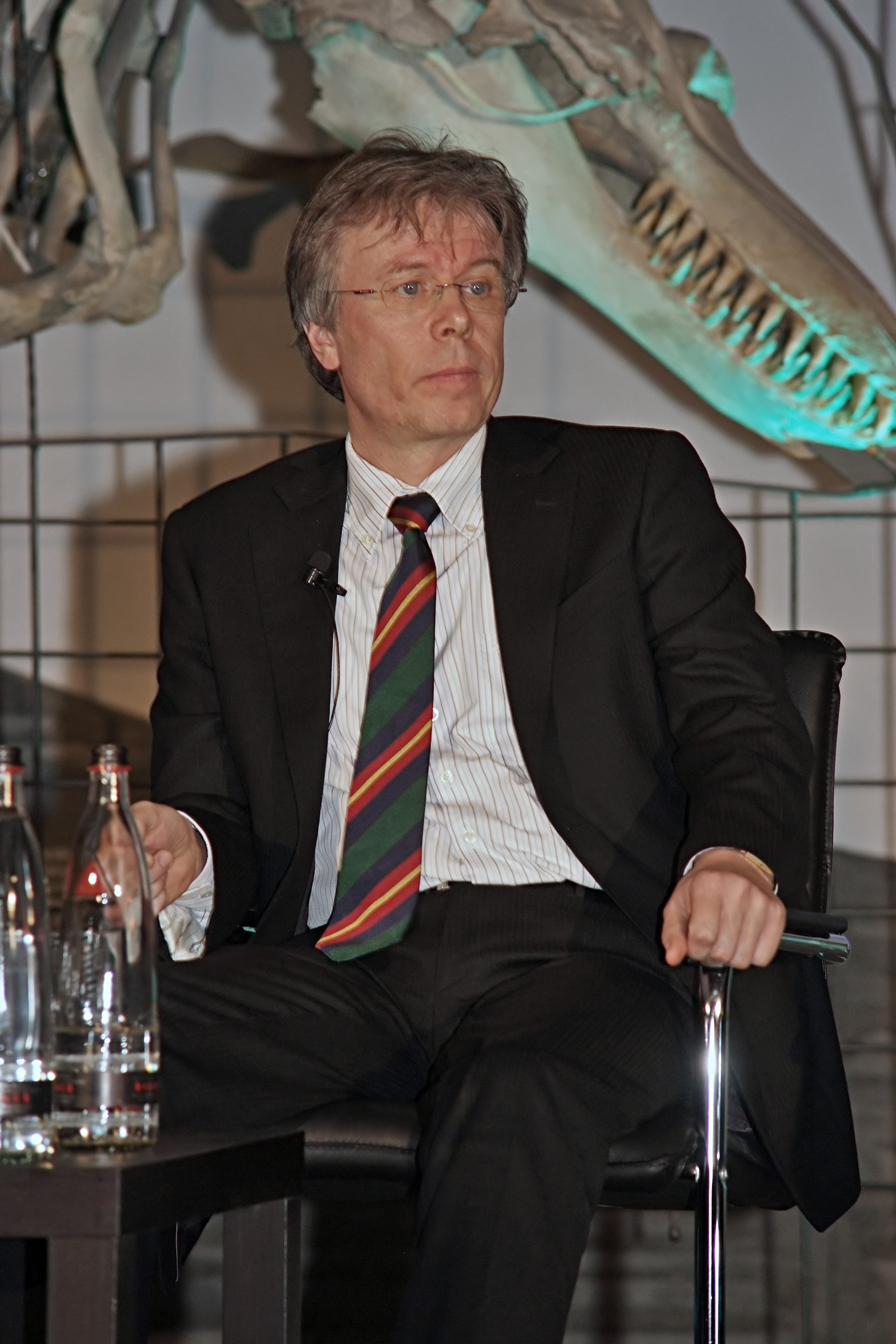
Wolfgang Peukert bei einer Veranstaltung im Naturmuseum Senckenberg 2009

Wolfgang Peukert (* 9. Juni 1958 in Karlsruhe, Deutschland) ist ein deutscher Verfahrenstechniker.

## Leben
Wolfgang Peukert studierte Chemieingenieurwesen an der Universität Karlsruhe und wurde 1990 am Institut für Mechanische Verfahrenstechnik mit dem Thema Die kombinierte Abscheidung von Partikeln und Gasen in Schüttschichtfiltern promoviert. Nach sieben Jahren in der Entwicklungsabteilung des japanischen Hosokawa-Konzerns wurde er 1998 ordentlicher Professor für Verfahrenstechnik an der Technischen Universität München. Er wechselte 2003 an den Lehrstuhl für Feststoff- und Grenzflächenverfahrenstechnik an der Friedrich-Alexander-Universität Erlangen-Nürnberg.
Wolfgang Peukert ist verheiratet und hat einen Sohn.

## Wirken
Peukert arbeitet im Teilgebiet Partikeltechnik der Verfahrenstechnik. In diesem Bereich untersucht er den Einfluss der Partikeleigenschaften auf die Eigenschaften disperser Systeme, d. h., er erforscht die Grundlagen, um gezielt neue Materialien entsprechend den technischen Vorgaben entwickeln zu können. Er untersucht vor allem Partikel mit Größen im Submikrometer- und Nanometerbereich, bei denen die Oberflächeneigenschaften einen größeren Einfluss besitzen als die Volumeneigenschaften. Seine Ergebnisse auf diesem Gebiet wurden 2005 mit dem Gottfried-Wilhelm-Leibniz-Preis gewürdigt.

## Ehrungen und Auszeichnungen
- Umweltpreis der Stadt Karlsruhe, 1990
- Gottfried-Wilhelm-Leibniz-Preis, Deutsche Forschungsgemeinschaft, 2005
- Berlin-Brandenburgische Akademie der Wissenschaften, 2008
- Ernest-Solvay-Preis, 2012
- Mitglied der Deutschen Akademie der Technikwissenschaften (Acatech)
- Hans Rumpf-Medaille 2018[1]